# Sylvette

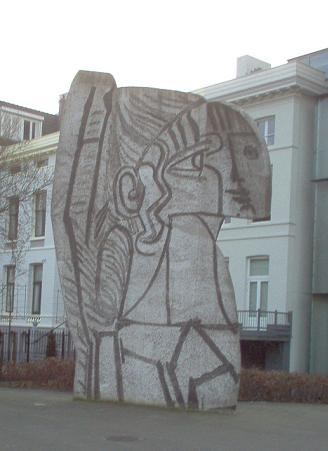
Sylvette

Sylvette was de muze van Pablo Picasso die hij in 1954 ontmoette toen hij al 73 jaar was. Sylvette  David fungeerde als model voor vele tekeningen, schilderingen en kleine beeldhouwwerken. 
Het beeld Sylvette in de Nederlandse stad Rotterdam, een 'betonnen tekening' van 7.5 m hoog en 4.5 breed, is gebaseerd op schetsen van Picasso uit deze periode. 
Rotterdam wilde in 1963 een betonnen sculptuur aanschaffen, maar door protesten van de bevolking kwam het beeld pas in 1971 naar deze stad. Het beeld van Picasso werd gemaakt op basis van een metalen maquette, die met behulp van de betontechnieken van de Noorse kunstenaar Carl Nesjar werd uitvergroot, waarna de tekening er in werd gezandstraald. De sculptuur moest het moderne en vooruitstrevende karakter van de stad onderstrepen.
Het beeld stond oorspronkelijk op de hoek van het Weena en het Kruisplein, maar werd in 2003 verplaatst naar de Westersingel en maakt deel uit van de Internationale Beelden Collectie en van Beeldenroute Westersingel. Voorafgaand aan de plaatsing werd de kunstenaar Nesjar door acht Rotterdamse kunstenaars van epigonisme beschuldigd. In 1991 werd deze beschuldiging in een artikel over het Weena in de Volkskrant klakkeloos herhaald, waarop Nesjars zoon een rechtzetting liet afdrukken.